# ハイスクール・ミュージカル/ザ・ムービー (サウンドトラック)
『ハイスクール・ミュージカル/ザ・ムービー サウンドトラック』（High School Musical 3: Senior Year soundtrack）は、ウォルト・ディズニー・ピクチャーズ製作の映画『ハイスクール・ミュージカル/ザ・ムービー』のサウンドトラックである。
アメリカ合衆国で2008年10月21日に発売され、日本で2009年1月21日に発売された。

## 概要

### シングル
シングル1曲目の"Now or Never"は2008年7月11日にラジオ・ディズニーで初オンエアーされ、ミュージック・ビデオは2008年7月30日に米ディズニー・チャンネルで初放送された。シングル2曲目の"I Want It All"は2008年8月15日にラジオ・ディズニーで初オンエアーされた。

### チャート成績
アルバムは発売初週に297,000枚売り上げて全米チャートビルボード200第2位、Top Soundtracksで 第1位を獲得、Top Internet Albums および Top Canadian Albums でそれぞれ第2位となる。ファースト・シングル「ナウ・オア・ネヴァー」はビルボードホット100第68位、Hot Digital Songs 第36位、Hot Canadian Digital Singles 第32位となる。シングル「踊りましょう」はビルボードホット100第98位、Hot Digital Songs 第55位となる。シングル「ザ・ボーイズ・アー・バック」は Hot Digital Songs 第61位、Hot Canadian Digital Singles 第62位となる。

## 収録曲
| #         | タイトル                                            | 作詞      | 作曲・編曲 | アーティスト                                                                                      | 時間 |
| --------- | --------------------------------------------------- | --------- | ---------- | ------------------------------------------------------------------------------------------------- | ---- |
| 1.        | 「ナウ・オア・ネヴァー」                            |           |            | ハイスクール・ミュージカル/ザ・ムービーのキャスト                                                 | 4:33 |
| 2.        | 「今、ここで」                                      |           |            | ザック・エフロン、ヴァネッサ・ハジェンズ （トロイ、ガブリエラ）                                   | 3:58 |
| 3.        | 「すべて欲しい！」                                  |           |            | アシュレイ・ティスデイル、ルーカス・グラビール （シャーペイ、ライアン）                           | 4:39 |
| 4.        | 「踊りましょう」                                    |           |            | エフロン、ハジェンズ （トロイ、ガブリエラ）                                                       | 4:04 |
| 5.        | 「忘れられない夜」                                  |           |            | ハイスクール・ミュージカル/ザ・ムービーのキャスト                                                 | 3:58 |
| 6.        | 「ジャスト・ワナ・ビー・ウィズ・ユー」              |           |            | グラビール、オレーシャ・ルーリン、エフロン、ハジェンズ （ライアン、ケルシー、トロイ、ガブリエラ） | 2:38 |
| 7.        | 「ザ・ボーイズ・アー・バック」                      |           |            | コービン・ブルー、エフロン （チャド、トロイ）                                                     | 3:47 |
| 8.        | 「さようなら」                                      |           |            | ハジェンズ （ガブリエラ）                                                                         | 3:50 |
| 9.        | 「スクリーム」                                      |           |            | エフロン （トロイ）                                                                               | 3:56 |
| 10.       | 「シニア・イヤー・スプリング・ミュージカル」        |           |            | ハイスクール・ミュージカル/ザ・ムービーのキャスト                                                 | 7:45 |
| 11.       | 「みんなスター！ （グラデュエーション・ミックス）」 |           |            | ハイスクール・ミュージカル/ザ・ムービーのキャスト                                                 | 4:17 |
| 12.       | 「ハイスクール・ミュージカル」                      |           |            | ハイスクール・ミュージカル/ザ・ムービーのキャスト                                                 | 3:53 |
| 合計時間: | 合計時間:                                           | 合計時間: | 51:18      |                                                                                                   |      |

| #         | タイトル                                      | 作詞  | 作曲・編曲 | 時間 |
| --------- | --------------------------------------------- | ----- | ---------- | ---- |
| 13.       | 「ザ・ボーイズ・アー・バック」                |       |            | 3:37 |
| 14.       | 「ザ・ボーイズ・アー・バック （リミックス）」 |       |            | 3:38 |
| 合計時間: | 合計時間:                                     | 58:33 |            |      |

| #  | タイトル                                          | 作詞 | 作曲・編曲 |
| -- | ------------------------------------------------- | ---- | ---------- |
| 1. | 「メイキング映像」                                |      |            |
| 2. | 「ナウ・オア・ネヴァー （ミュージック・ビデオ）」 |      |            |
| 3. | 「劇場版予告篇」                                  |      |            |

## チャートと認定
| チャート                                  | 最高順位 |
| ----------------------------------------- | -------- |
| オーストラリア アルバム・チャート         | 4        |
| オーストリア アルバム・チャート           | 1        |
| ベルギー アルバム・チャート               | 6        |
| コロンビア タワーレコード トップ25        | 5        |
| デンマーク アルバム・チャート             | 7        |
| ヨーロッパ トップ100アルバム              | 3        |
| フランス アルバム・チャート               | 10       |
| ドイツ アルバム・チャート                 | 3        |
| ギリシャ アルバム・チャート               | 3        |
| ハンガリー アルバム・チャート             | 1        |
| アイルランド アルバム・チャート           | 1        |
| イタリア アルバム・チャート               | 1        |
| ニュージーランド アルバム・チャート       | 1        |
| ノルウェー アルバム・チャート             | 6        |
| ポルトガル アルバム・チャート             | 3        |
| スペイン アルバム・チャート               | 1        |
| スウェーデン コンピレーション・チャート   | 3        |
| ポーランド アルバム・チャート             | 2        |
| トルコ アルバム・チャート                 | 1        |
| 英国 コンピレーション・アルバム・チャート | 1        |
| 米国 ビルボード200                        | 2        |
| 米国 トップ・デジタル・アルバム           | 1        |
| 米国 トップ・インターネット・アルバム     | 1        |

| 国/地域          | 認定        | 売上/出荷  | 認定団体  | 参照   |
| ---------------- | ----------- | ---------- | --------- | ------ |
| オーストラリア   | プラチナ    | 70,000+    | ARIA      | [ 22 ] |
| オーストリア     | ゴールド    | 15,000+    | IFPI      | [ 23 ] |
| ベルギー         | ゴールド    | 30,000+    | IFPI      | [ 24 ] |
| ブラジル         | 2x プラチナ | 200,000+   | ABPD      | [ 25 ] |
| GCC              | 3x プラチナ | 18,000+    | IFPI 中東 | [ 26 ] |
| ドイツ           | プラチナ    | 200,000+   | IFPI      | [ 27 ] |
| メキシコ         | 3x プラチナ | 300,000+   | AMPROFON  | [ 28 ] |
| ニュージーランド | 2x プラチナ | 30,000+    | RIANZ     | [ 29 ] |
| スイス           | ゴールド    | 15,000+    | IFPI      | [ 30 ] |
| トルコ           | ゴールド    | 7,000+     | MüYap     | [ 31 ] |
| 米国             | プラチナ    | 1,500,000+ | RIAA      | [ 32 ] |